# Flippin
Flippin è un comune degli Stati Uniti d'America, situato in Arkansas, nella contea di Marion.